# Præsidentvalget i Kroatien 2009-2010
Præsidentvalget i Kroatien 2009–2010 blev afholdt med første valgrunde søndag 27. december 2009 og med anden valgrunde søndag 10. januar 2010. Socialdemokraten Ivo Josipović blev valgets vinder med 60,3% af stemmerne.  Josipović blev indsat som præsident den 19. februar 2010 som landets tredje folkevalgte præsident siden selvstændigheden i 1991.

## Baggrund
Vinderen af valget ville blive Stjepan Mesićs efterfølger som Kroatiens præsident. Mesić var forhindret i at stille til genvalg, da han havde siddet i to perioder. I følge Kroatiens grundlov vælges præsidenten direkte i almene valg for en periode på fem år. Ingen kan vælges for mere end to perioder. Stemmeretsalderen er 18 år.

## Forløb
Første valgrunde blev afholdt med tolv kandidater. De to kandidater som fik flest stemmer i første valgrunde, Ivo Josipović fra Kroatiens socialdemokratiske parti og den uafhængige kandidat Milan Bandić, som tidligere tilhørte det socialdemokratiske parti, mødtes til den afgørende anden valgrunde. Her vandt Josipović en overlegen sejr med 60,3% af stemmerne, mod 39,7% for Bandić. Valgdeltagelsen var på 50,1%.

## Resultater
| Kandidater | Kandidater                                       | Kandidater                                                                              | Første valgrunde | Første valgrunde | Andre valgrunde | Andre valgrunde |
| Kandidat | Kandidat                                         | Parti                                                                                   | Stemmer          | %                | Stemmer         | %               |
| --- | ------------------------------------------------ | --------------------------------------------------------------------------------------- | ---------------- | ---------------- | --------------- | --------------- |
| | Ivo Josipović                                    | Socijaldemokratska partija Hrvatske (Kroatiens socialdemokratiske parti)                | 640 573          | 32,42            | 1 339 385       | 60,26           |
| | Milan Bandić                                     | Uafhængig                                                                               | 293 056          | 14,83            | 883 222         | 39,74           |
| | Andrija Hebrang                                  | Hrvatska demokratska zajednica (Kroatiens demokratiske union)                           | 237 987          | 12,04            |                 |                 |
| | Nadan Vidošević                                  | Uafhængig                                                                               | 223 890          | 11,33            |                 |                 |
| | Vesna Pusić                                      | Hrvatska narodna stranka–liberalni demokrati (Kroatiens folkeparti–liberaldemokraterne) | 143 189          | 7,25             |                 |                 |
| | Dragan Primorac                                  | Uafhængig                                                                               | 117 151          | 5,93             |                 |                 |
| | Miroslav Tuđman                                  | Uafhængig                                                                               | 80 784           | 4,09             |                 |                 |
| | Damir Kajin                                      | Istarski demokratski sabor (Istriens demokratiske forsamling)                           | 76 408           | 3,87             |                 |                 |
| | Josip Jurčević                                   | Uafhængig                                                                               | 54 177           | 2,74             |                 |                 |
| | Boris Mikšić                                     | Uafhængig                                                                               | 41 490           | 2,1              |                 |                 |
| | Vesna Škare-Ožbolt                               | Uafhængig                                                                               | 37 373           | 1,89             |                 |                 |
| | Slavko Vukšić                                    | Demokratska stranka slavonske ravnice (Den slavonske slettes demokratiske parti)        | 8 309            | 0,42             |                 |                 |
| Totalt antal gyldige stemmer (første valgrunde): | Totalt antal gyldige stemmer (første valgrunde): | Totalt antal gyldige stemmer (første valgrunde):                                        | 1 954 387        | 100 %            |                 |                 |
| Totalt antal gyldige stemmer (anden valgrunde): | Totalt antal gyldige stemmer (anden valgrunde):  | Totalt antal gyldige stemmer (anden valgrunde):                                         |                  |                  | 2 222 607       | 98,64           |
| Kilder: Første valgrunde: Državno izborno povjerenstvo Arkiveret 1. december 2017 hos Wayback Machine, Kroatiens valgkommission; anden valgrunde: Sužbeni nepotpuni rezultati izbora za predsjednika Republike Hvatske 10. siječnja 2010. (drugi krug) Arkiveret 22. november 2011 hos Wayback Machine, Kroatiens valgkommission. |                                                  |                                                                                         |                  |                  |                 |                 |